# Ludwig Lipp senior
Ludwig Lipp senior (* 30. Oktober 1877 in Mainz; † 14. August 1945 ebenda) war ein Steinbildhauer in Mainz. Während seiner Ausbildung an der Kunstgewerbeschule Mainz, Schnitzerschule Erbach und der Kunstakademie München wurde er bereits mit schriftlichen Belobigungen und einer Silbermedaille ausgezeichnet.

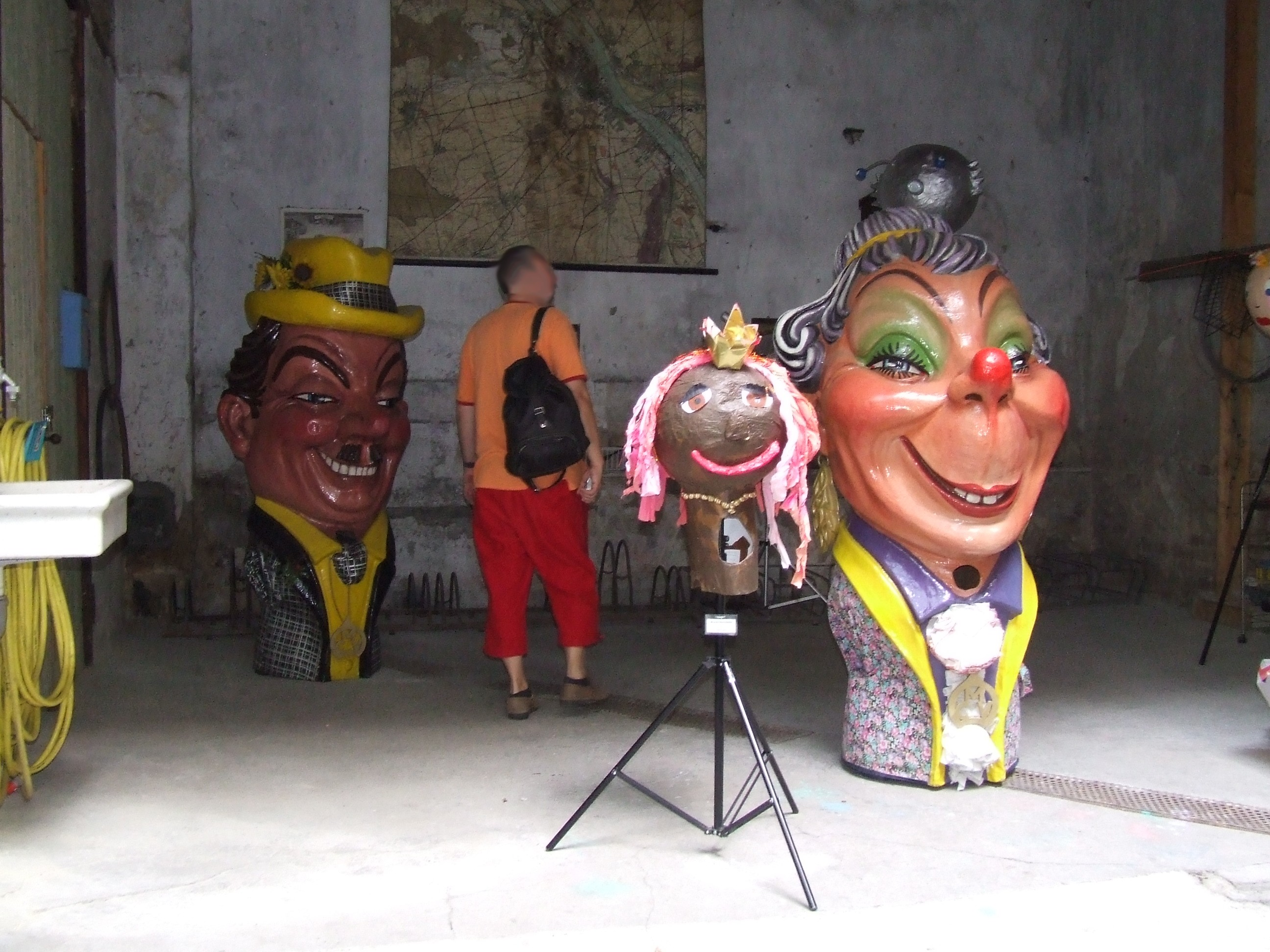
Werkstatt am Gartenfeldplatz

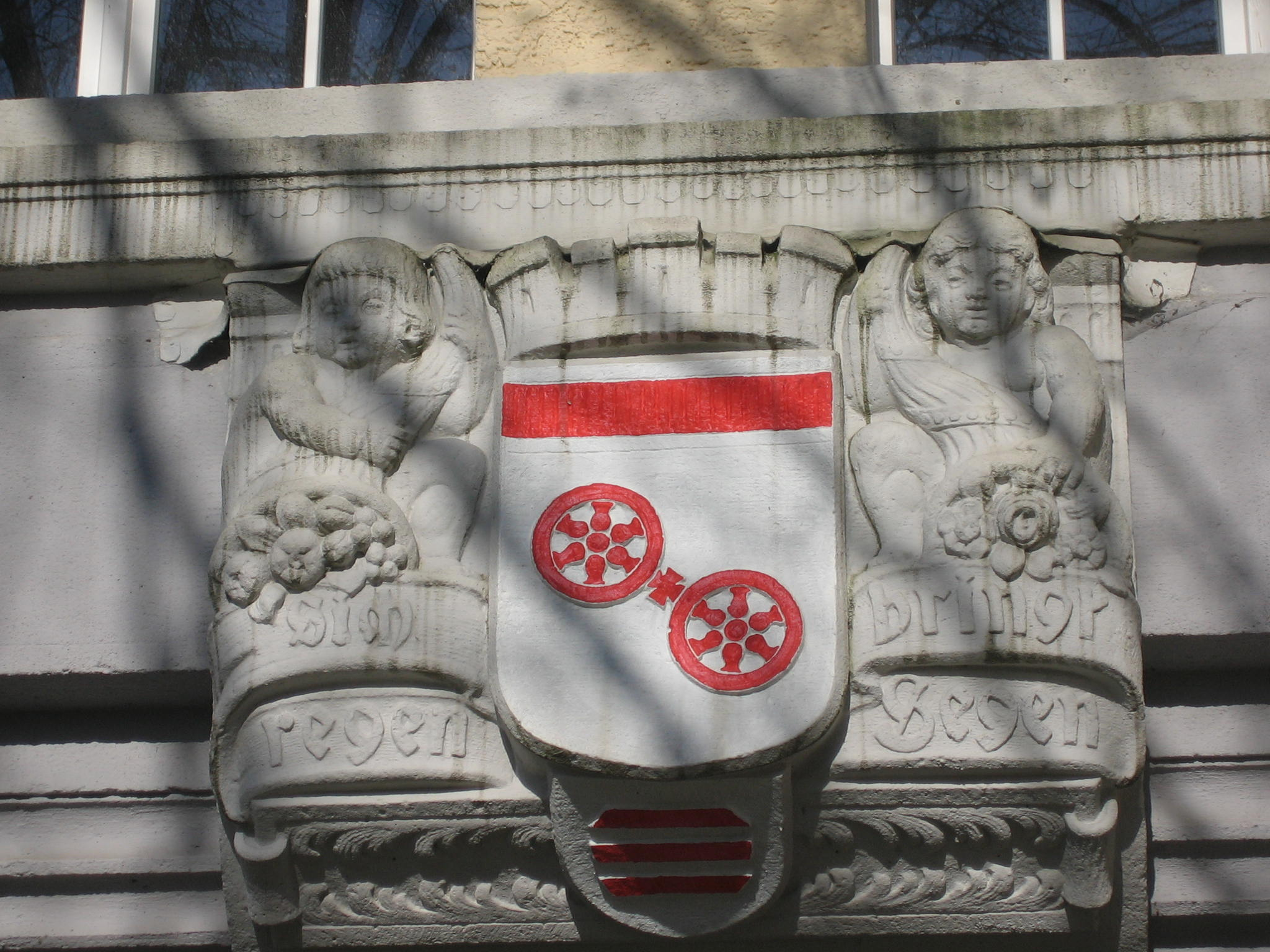
Arbeit an der Pestalozzischule, Mombach

In seiner Mainzer Werkstatt am Gartenfeldplatz in der Mainzer Neustadt arbeitete er hauptsächlich mit Sandstein, Marmor und Muschelkalk. Darüber hinaus schuf er auch die Modelle für den Eisenguss der Nagelsäule. Auch Portraitarbeiten gehörten zu seinen Spezialitäten, was sich an zahlreichen Statuen, Denkmälern und Reliefs in Mainz ablesen lässt. Dazu zählen auch die Schwellköpp der Mainzer Fastnacht.
Sein Sohn Ludwig Lipp junior führte die Tradition der Schwellköpp und anderer Bildhauerarbeiten weiter.

## Werk
- Grabmal Plenk auf dem Hauptfriedhof Mainz
- 1908–1909: Bildhauerarbeiten an der Pestalozzischule in Mainz-Mombach
- 1911: Sandstein-Reliefs am Staatstheater Mainz
- 1913: Kreuzigungsgruppe aus Rotsandstein auf dem Friedhof von Mainz-Bretzenheim[2]
- 1916: Nagelsäule auf dem Liebfrauenplatz (mit Adolf Gelius nach einem gemeinsamen Wettbewerbsentwurf)
- 1931: Marmorbüste von Gustav Stresemann für das Stresemann-Ehrenmal in Mainz